# Vietnamese dong
De Vietnamese dong is sinds 1978 de munteenheid van Vietnam. 1 dong is 10 hao of 100 xu. Dong is Vietnamees voor koper, maar betekent tegenwoordig geld. De onderverdeling hao en xu is zo waardeloos geworden, dat ze niet meer wordt gebruikt.

Koers op bijv. 28 januari 2021 was: 1 dong = 0,00003583,83 euro / 1 euro = 27907,00 dong
De volgende munten worden gebruikt: 200, 500, 1000, 2000 en 5000 dong. Het papiergeld is beschikbaar in 200, 500, 1000,2000 en 5000 dong. Vanaf 2003 zijn er polymeren bankbiljetten beschikbaar in 10.000, 20.000, 50.000, 100.000, 200.000 en 500.000 dong.